# Windham Wyndham-Quin (5e comte de Dunraven et Mount-Earl)
Windham Henry Wyndham-Quin (7 février 1857 - 23 octobre 1952) est un pair irlandais, officier de l'armée britannique et député conservateur du South Glamorganshire de 1895 à 1906.

## Jeunesse
Il est le fils du capitaine Hon. Windham Henry Wyndham-Quin (1829–1865), un fils cadet de Windham Quin (2e comte de Dunraven et Mount-Earl), et de son épouse Caroline Tyler, fille du contre-amiral Sir George Tyler. Il accède au comté à la mort de son cousin Windham Wyndham-Quin (4e comte de Dunraven et Mount-Earl), décédé en 1926 sans descendant masculin.

## Carrière militaire et politique
Wyndham-Quin est major dans les 16e lanciers et sert dans la première guerre des Boers en 1881 .
Il se porte volontaire pour le service en Afrique du Sud au début de 1900, pendant la seconde guerre des Boers et est nommé capitaine dans la Yeomanry impériale le 14 février 1900. Il lève et commande la 4e Compagnie (Glamorgan), IY, qui quitte Liverpool sur le SS Cymric en mars 1900 pour servir dans le 1er Bataillon Impérial Yeomanry . Le 18 avril 1900, il est nommé 2e commandant de ce bataillon. Il est mentionné dans les dépêches, reçoit la médaille de la reine (3 fermoirs) et l'Ordre de service distingué (DSO) en novembre 1900. De retour d'Afrique du Sud, il lève et commande le Glamorgan Imperial Yeomanry, un régiment complet qui perpétue la 4e Compagnie . Il est promu au grade honorifique de colonel le 19 octobre 1901.
Aux élections générales de 1895, il est élu député du South Glamorganshire, remportant le siège pour le Parti conservateur. Il est réélu en 1900, mais perd le siège aux élections générales de 1906 .
Il est haut shérif du comté de Kilkenny en 1914.

## Famille
Il épouse Lady Eva Constance Aline Bourke, fille de Richard Southwell Bourke, 6e comte de Mayo. Ils ont les enfants suivants:
- Richard Southwell Windham Robert Wyndham-Quin, 6e comte de Dunraven et Mount-Earl (1887–1965)
- Capitaine Hon. Valentine Maurice Wyndham-Quin (22 mai 1890-1983), épouse Marjorie Pretyman en 1919 et a trois filles, dont Marjorie Olein, épouse de Robert Gascoyne-Cecil (6e marquis de Salisbury), et Pamela, épouse de John Wyndham (1er baron Egremont)
- Lady Olein Wyndham-Quin (5 mars 1892-1969)
- Mlle Kathleen Sybil Wyndham-Quin (1895-1907)

Il est mort à Adare Manor et est enterré à l'église Saint-Nicolas d'Irlande à Adare, dans le comté de Limerick, en Irlande .

## Publications
- The Yeomanry Cavalry of Gloucester and Monmouth (1897)
- Sir Charles Tyler, GCB, Admiral of the White (1912)
- The Foxhound in County Limerick